# Phyto abbreviata
Phyto abbreviata är en tvåvingeart som beskrevs av Villeneuve 1920. Phyto abbreviata ingår i släktet Phyto och familjen gråsuggeflugor. Inga underarter finns listade i Catalogue of Life.